# Slack Technologies
Slack Technologies ist ein ehemals börsennotiertes US-amerikanisches Softwareunternehmen, das 2009 in Vancouver als Tiny Speck gegründet wurde. Das Unternehmen entwickelte die Software Slack, die als Kollaborationsplattform vor allem von Betrieben, darunter Großunternehmen wie IBM, genutzt wird.
Außerhalb des Hauptsitzes in San Francisco, Kalifornien, hat Slack Niederlassungen in Dublin, Vancouver, New York, Toronto, Denver, London, Tokio, Pune, Paris, Istanbul und Melbourne. 2019 ging das Unternehmen an die Börse und wurde im Juni 2021 von Salesforce übernommen.

## Geschichte

### Gründung und frühe Entwicklungen
Slack Technologies wurde 2009 unter dem Namen Tiny Speck von Stewart Butterfield, Eric Costello, Cal Henderson und Serguei Mourachov gegründet. Das Gründungsteam bestand hauptsächlich aus den Gründern von Ludicorp, dem Unternehmen, das Flickr gegründet hat. Das erste Investment in Tiny Speck erfolgte im selben Jahr durch einen Business Angel und hatte eine Höhe von 1,6 Millionen US-Dollar. Das erste Produkt des Unternehmens war ein Massively Multiplayer Online Game mit dem Namen Glitch, das 2011 veröffentlicht wurde. Im November 2012 wurde bekannt gegeben, dass Glitch mit Wirkung zum 9. Dezember 2012 eingestellt wird.

### Weiterentwicklung und Umbenennung (Slack)

Das frühere Logo von Slack (2013–2019)

Nach der Schließung von Glitch brachte das Unternehmen die Echtzeit-Kollaborationsanwendung und -plattform Slack auf den Markt und sammelte dabei 17 Millionen Dollar an Risikokapital ein. Nach dem Start von Slack benannte sich das Unternehmen im August 2014 in Slack Technologies um. Der Name ist ein Akronym für „Searchable Log of All Conversation and Knowledge“. 2015 investierte Social Capital 160 Millionen US-Dollar in das Unternehmen. Anfang 2016 wollte Microsoft-Vorstandsmitglied Qi Lu Medienberichten zufolge Slack für acht Milliarden US-Dollar übernehmen. Die Übernahme wurde aber von Microsoft-CEO Satya Nadella und Microsoft-Aufsichtsratsvorsitzenden Bill Gates gestoppt. Microsoft veröffentlichte im Oktober 2016 seine konkurrierende Plattform Microsoft Teams, die ähnliche Funktionen bietet.

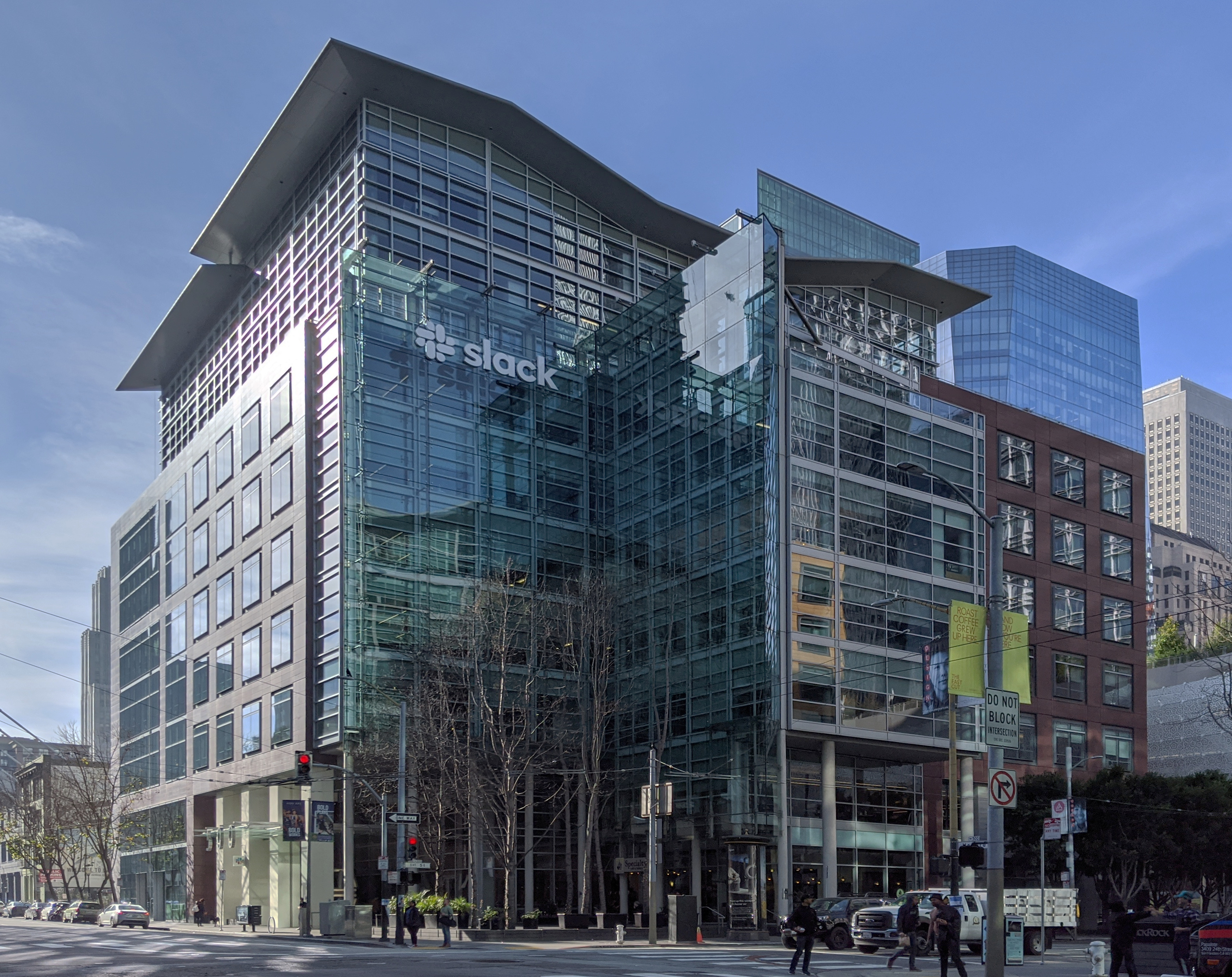
Bürogebäude von Slack Technologies in San Francisco (2020)

### Börsengang und jüngere Geschichte
Im September 2017 sammelte Slack Technologies bei einer weiteren Finanzierungsrunde 250 Millionen US-Dollar ein, die Mehrheit davon kam von Softbank. Der Wert des Unternehmens wurde zu diesem Zeitpunkt auf über 5 Milliarden US-Dollar geschätzt. Im Juni 2019 erfolgte der Börsengang über eine sog. Direktnotierung (direct listing) am New York Stock Exchange.
Im Juli 2020 reichte Slack eine Klage bei der Europäischen Kommission ein und beschuldigte Microsoft des wettbewerbswidrigen Verhaltens. Slack behauptet, dass Microsoft sein konkurrierendes Kollaborationsprodukt Microsoft Teams illegal mit der Microsoft Office Suite gebündelt habe.
Anfang Dezember 2020 kündigte Salesforce eine beabsichtigte Übernahme von Slack für 27,7 Milliarden US-Dollar an. Die Übernahme wurde im Juni 2021 abgeschlossen.

## Produkt
Slack ist ein webbasierter Instant-Messaging-Dienst. Mit Slack können Nachrichten ausgetauscht werden, und das Chatten mit Einzelpersonen oder in einer Gruppe wird ermöglicht. Zusätzlich zur Webanwendung gibt es Clients für die Betriebssysteme Windows, macOS, Linux, Android und iOS.